# Nyugat-Timor
Nyugat-Timor (indonézül: Timor Barat) Timor szigetének nyugati, Indonéziához tartozó része. Keleti fele Kelet-timori Demokratikus Köztársaság néven önálló állam 2002 óta, melyhez kapcsolódik a Nyugat-Timor északi részén elhelyezkedő Okus exklávé is. Nyugat-Timor nem önálló közigazgatási egység Indonézián belül, hanem Kelet-Nusa Tenggara tartomány része, amelyhez tartozik egyebek mellett Flores és Szumba szigete is. A tartomány székhelye, Kupang is Nyugat-Timoron található, amely egyben a terület legnépesebb városa 400 000 lakossal.
Nyugat-Timor holland gyarmatként végig Holland Kelet-Indiához tartozott, mely később Indonézia néven vált függetlenné 1949-ben. 1975 a sziget nyugati részére Indonéz Timorként is hivatkoztak. 1975-ben Indonézia bekebelezte a Portugáliától épphogy csak függetlenedő keleti részt és ezzel több mint negyed századra a teljes sziget ura lett.
Nyugat-Timor nem sokban tér el Kelet-Timortól. A sziget nyugati felén is a kereszténység az uralkodó vallás és erre is ugyanazokat a nyelveket beszélik, mint keleten. Akad viszont három másik ausztronéz nyelv, amit kizárólag csak Nyugat-Timorban beszélnek.
Az 1998 és 2002 között újból fellángoló kelet-timori háború miatt az ottani lakosság jelentős része menekült a sziget nyugati felére.

## Történelme
Timor európai gyarmatosítása a 16. században kezdődött. A portugálok, akik 1509 és 1512 között érhettek először partot, eleinte a teljes szigetet uralták. Őket megelőzően több kisebb királyság állt fenn a szigeten. Végül 1640-ben a Kupangnál erős erődítményt létesítő hollandok 1656-ra kiszorították a portugálokat Kelet-Timorra Arnold de Vlamigh van Outshoorn vezetésével. Azonban a hollandoknak még hosszú ideig nem sikerült meghódítaniuk a sziget belsejében fekvő királyságokat. 1667-ben a Holland Kelet-indiai Társaság öt timori királysággal kötött társulási szerződést. Ezenkívül még maradtak kisebb portugál támaszpontok Nyugat-Timorban, amiket 1749-ig nem sikerült a hollandoknak teljesen felszámolni.
Nyugat-Timort először a társaság irányította, melynek uralma egy sötét korszak volt a szigetrész történelmében. A hollandok számos helyi lakost taszítottak rabszolgaságba és küldték ültetvényeikre dolgozni, de nagyon sok embert adtak el kínai és arab rabszolgakereskedőknek is. 1752-ben Malaka püspöke hivatalosan tiltakozott az emberkereskedelem ellen és egyházi átokkal fenyegette a kereskedőket. 1755-ben a társaság további kis-szunda-szigeteki uralkodókkal tárgyalt társulási szerződésekről és 1756-ban további több tucat timori királysággal kötött megállapodásokat. Ezzel a hollandok nyugat-timori helyzete kezdett megszilárdulni és Portugáliának végleg Kelet-Timor maradt, akik 1769-re a még megmaradt nyugati pozícióikat is feladták.

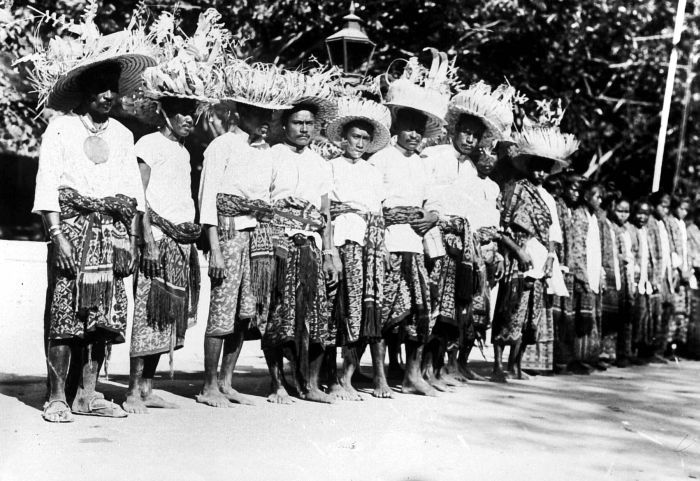
Rotinézek a 20. század elején Nyugat-Timoron

A hollandoknak viszont sok mindenben szükségük volt a helyiek támogatására, ezért katonaságuk nagy részét is timoriakból toborozták. A rotinézek bevándorlását azért is támogatták a hollandok, mert bennük eléggé megbízható szövetségesekre leltek a többi népcsoporttal szemben. Ugyanakkor az 1750-es és 1780-as évek között számos felkelés is volt Nyugat-Timorban, amelyek során egy-egy királyság ideiglenesen le is rázta a holland uralmat. A lakosság ellenérzéseit növelte, hogy az uralkodókkal a hollandok olyan megállapodásokat kötöttek, miszerint arany után kell kutatniuk a hegyekben. A királyok expedíciókat küldtek az aranylelőhelyekre, ahol sok emberük meghalt (ahogyan egy 1777. évi bányaszerencsétlenség során), amely felbőszítette az áldozatok hozzátartozóit, s a hollandokkal szövetséges királyok hatalma komoly veszélybe került. A hollandokat helyi konkurenseik, a felszabadított rabszolgákból lett kereskedők is fenyegették, akik agresszív eszközökkel akarták befolyásuk alá vonni a szigetet.
Bár a felkeléseket a hollandok rendszerint leverték, ám a sziget nyugati felén a 19. századig uralkodtak zavaros állapotok. 1799-ben Nyugat-Timor hivatalosan is holland koronagyarmat lett, miután a társaság összeomlott. A holland központi vezetés érdeklődése minimális volt Nyugat-Timor iránt, amit jól tükröz, hogy a társaság után a kereskedelmet főleg kínaiak vették a kezükbe.
A napóleoni háborúkban Hollandia francia megszállás alá került. A britek 1797-ben el akarták foglalni a Holland Timort is, nehogy Napóleon kiterjessze rá a hatalmát, de a helyi holland katonai parancsnokok és a helyiek nem engedték a szigetre az angolokat. Ennek ellenére 1811-ben Kupang mégis angol megszállás alá került és 1812-ben a sziget teljes nyugati felére kiterjedt a brit ellenőrzés. Hollandia hivatalosan csak 1816. október 7-én kapta vissza a szigetet, ám a hollandok rögvest szembe találták magukat az eredményesen harcoló Amanubannal Nyugat-Közép-Timorban. A hollandoknak még közel száz éven át kellett expedíciókat vezetnie a sziget belsejébe, ha meg akarták zabolázni a lázadó őslakókat, különösen Amanubanban.

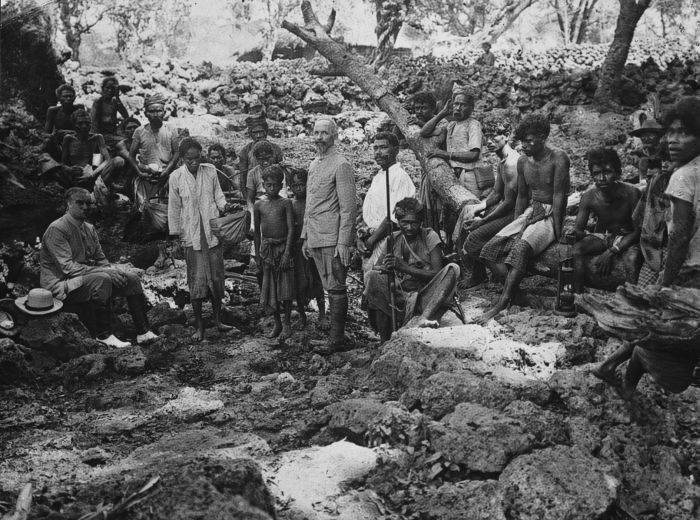
Helyiek két holland társaságában 1921. szeptember 9-én

Kelet-Timor portugál kormányzója José Joaquim Lopes de Lima Lisszabon előzetes vélemények kikérése nélkül megállapodást kötött a hollandokkal a határokról 1851-ben. Midőn Portugáliában tudomást szereztek erről, a kormányzót azonnali hatállyal felmentették, ám a szerződést nem lehetett már felmondani. Ezért a két fél immár hivatalosan megkezdte a megállapodás újra tárgyalását 1854-ben. Bár a szerződést végül 1859-ben hivatalosan ratifikálták, ennek viszont maradt egy szépséghibája, méghozzá az Okus exklávé kérdése, sőt nem voltak tisztázottak az egyes királyságok határai sem, akik közül egyesek a hollandokhoz, mások a portugálokhoz húztak. A megállapodást 1893 pontosították, de még 1904 és 1913-ban is újra kellett tárgyalni. Végleges formáját az egyezmény 1916. augusztus 17-én nyerte el Hágában, így a mai kelet-timori–indonéz határ is ezen a vonalon húzódik.
Hollandia viszont sosem tudta hatékonyan ellenőrizni Timort, amit jól bizonyít, hogy számtalan alkalommal kellett fegyverrel fellépnie a még a 20. században is fennálló kis királyságok ellen. 1916-ban fogadták el a helyi uralkodók teljesen a hollandok hatalmát, cserébe megőrizhették bizonyos szintű autonómiájukat.
Ugyanakkor a Holland Timor jóval szabadnak volt mondható portugál párjánál. Az 1920-as és 1930-as években politikai szervezetek bontakozhattak ki a sziget nyugati felén, míg keleten ezeket a portugálok erőszakkal elnyomták. Az indonéz függetlenségi erők és az indonéz kommunisták is bázisra találtak Nyugat-Timorban, előbbiek felszólaltak a kényszermunka és az adóztatás ellen is.
1942-ben a második világháború Timort is elérte. Japán csapatai február 19. és február 20. között szálltak partra Kupangnál, s egy hónap leforgása alatt elfoglalták egész Nyugat-Timort. 1945. szeptember 11-én ausztrál csapatok foglalták vissza a japánoktól Nyugat-Timort.
Az indonéz függetlenségi háború során a szulavézi központú Permesta mozgalom foglalta el a hollandoktól Nyugat-Timort és végig kézben is tartotta. A háború végeztével a mozgalom folytatta a harcot a jakartai kormány ellen is (állítólag a CIA támogatásával). A kormánycsapatoknak 1958-ban sikerült felszámolni az ellenállást és Nyugat-Timort Indonéziához csatolták. A Permesta maradék tagjai a Portugál Timorba húzódtak vissza, ahol 1959-ben egy portugál-ellenes lázadást szítottak.
Noha az ENSZ nem ismerte el Kelet-Timor indonéz annexióját, a helyzet több mint két évtizedig változatlan maradt. 1998-ban harcok törtek ki keleten a függetlenségpártiak, az indonéz-pártiak és az indonéz fegyvereserők között, amelynek során mindegyik fél komoly visszaéléseket követett el. Ennek nemcsak a helyi lakosság volt elszenvedője, de külföldiek is. 2000. szeptember 6-án indonéz-párti milicisták megölték az ENSZ menekültügyi bizottságának három munkatársát: Pero Šimundžát Horvátországból, Carlos Caceres-Collazót Puerto Ricóról és Samson Aregahegnt Etiópiából, akik egy Kelet- és Nyugat-Timor határán fekvő menekülttáborban tevékenykedtek.
A területi viták a mai napig nem múltak el, ugyanis a korábbi portugál–holland szerződések nem vették figyelembe az egyes királyságokat, illetőleg azok beleegyezése nélkül születtek meg, kettévágva területeiket. A vitás kérdések megoldását abban látják egyes helyi csoportok, ha Kelet- és Nyugat-Timor egyesülne. Mindazonáltal a különböző csoportok a szigeten belül is folytatnak egymással területi vitákat.

## Földrajz

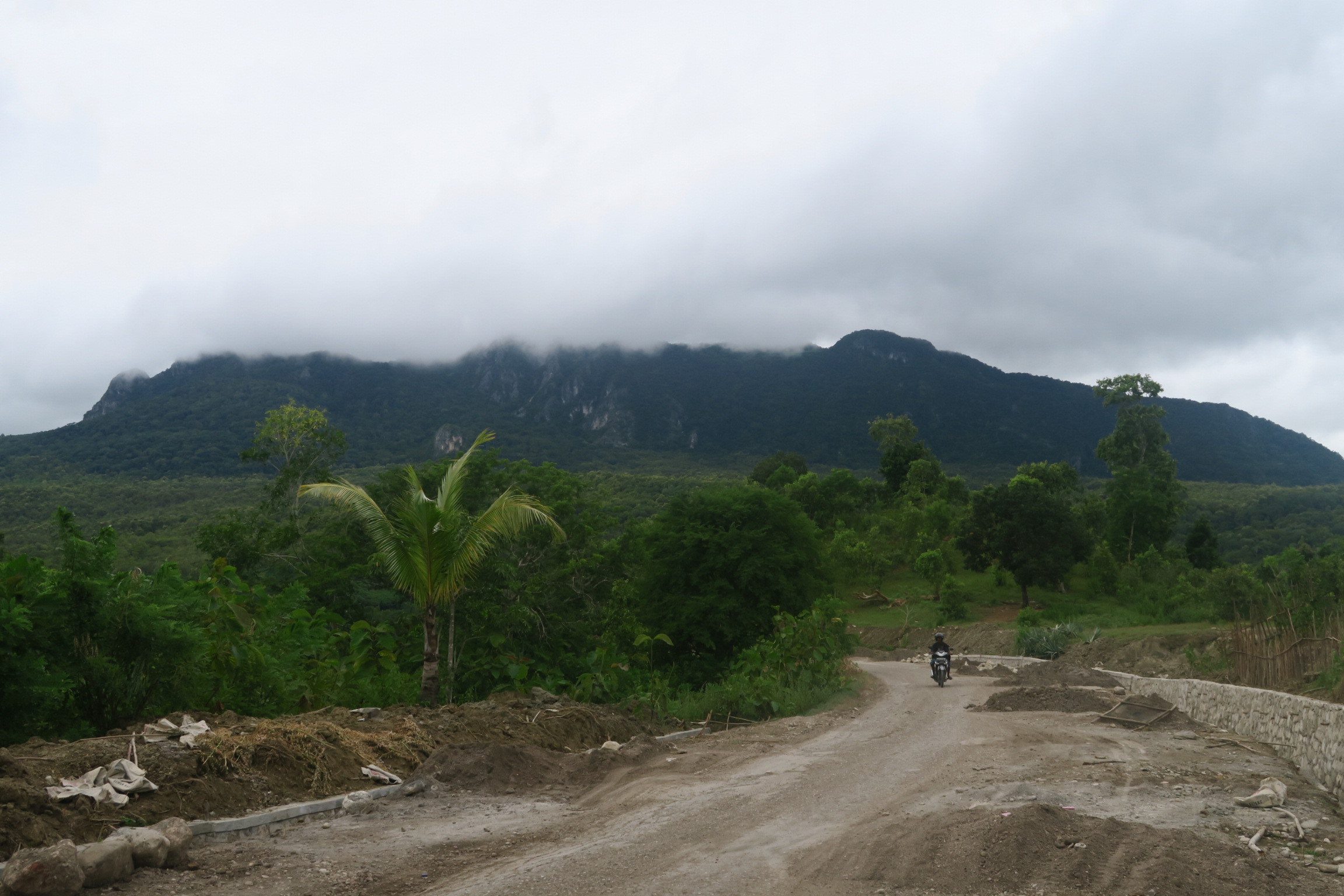
Nyugat-timori hegyvidék

Kelet-Timorral ellentétben, ahol hegyvidéki erdős területek vannak, Nyugat-Timorban szavannához hasonló füves pusztaság van és a hegyvonulatok igen alacsonyak. Éghajlata sokkal szárazabb és kevesebb a csapadék is. A monszun itteni járása teljesen eltér a kelet-timori monszuntól.
Nyugat-Timor teljes területe 14 732,35 km² (beleértve egyes szigeteket is). Legmagasabb csúcsai a Mutis (2427 m) és a Lakaan (1600 m). A Timor részét képező Roti sziget Indonézia legdélebbi szigete.
A monszun hatására az itteni folyók vízhozama jelentősen megnő, amely sokszor gondot okoz a kommunikációban és a közlekedésben. A múltban az időjárási viszontagságok segítették elő a királyságok kialakulását is.

## Közigazgatás
Kelet-Nusa Tenggara tartománynak Nyugat-Timoron 2012-ig öt adminisztratív régiója volt: Kupang városa, Kupang, Dél-Közép–Timor, Észak-Közép–Timor és Belu. 2012-ben létrehoztak egy hatodik régiót is, Malakát, amely Belu déli része volt korábban.

## Népesség

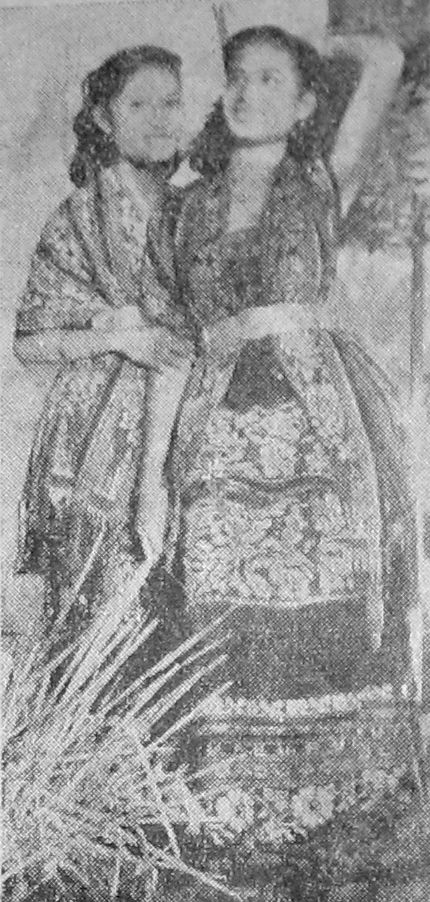
Nyugat-timori asszonyok 1954 körül

2019-ben Nyugat-Timornak a becsült adatok szerint 1 972 722 lakosa volt. 2020-ban már 2 011 735-re tették a lakosság számát. Sokuk Kelet-Timorról származó menekült, akik még mindig nem tértek vissza a függetlenné vált területre, ahol a lakosság helyzete 2002 óta csak romlik. Nyugat-Timornak jóval stabilabb a helyzete Indonézia részeként.

### Nyelvi megoszlás
Nyugat-Timorban a hivatalos nyelv az indonéz. A lakosság több ausztronéz nyelvet használ, mint a tetum, dawan (amely fő beszélt nyelv), dhao, rotinéz és helong. Ezek mindegyike a maláj-polinéz nyelvek timori ágához tartozik. Az idősebbek közül még sokan beszélnek hollandul.
A keleti határrégióban elszigetelten előfordulnak pápua nyelveket beszélők is. A rotinéz nyelv bár elsősorban Roti szigetére jellemző, azonban Timoron is előfordul a hollandok korábbi célzott betelepítései (és a rotinéz rabszolgák behozatala) miatt.

## Etnikai megoszlás
A lakosság nagy része a dawan etnikai csoporthoz tartozik, amelynek száma Nyugat-Timoron 761,000 fő. Kelet-Timoron csupán 80,000 dawan él. A dawanok főleg a hegyvidéki régiókban laknak. A szigetrész többi területén tetum és bunak népek élnek.

## Vallási megoszlás
Nyugat-Timor lakosságának 97%-a keresztény (56% római katolikus, 32% református, 3% egyéb keresztény felekezet). A katolikusoknak 1967-től Kupangban saját egyházmegyéjük lett, amit 1989-ben érsekségi rangra emeltek. Egy másik püspökség Atambuában található. A katolikusok aránya főleg Nyugat-Timor keleti részén domináns.
A lakosság 2,9%-a iszlám vallású, maradékuk hindu vagy buddhista.
A vallás fontos szerepet játszik a szigetlakók életében, mivel törekszenek megkülönböztetni magukat a muszlim indonézektől. A gyarmatosítás előtt Timoron animizmus volt a jellemző. Az iszlám 15. századi elterjedése a maláj szigetvilágban pedig nem érte el Timort, így 1556-tól portugál domonkosok már terjesztették a kereszténységet a sziget népei között. Ennek ellenére a keresztény hit csak a 19.-20. század fordulóján vált egyeduralkodóvá, ám a mai napig kimutatható, hogy az ősi pogány vallásokból is megőriztek elemeket (pl. szellemhiedelem) a nyugat-timoriak, amely a lakosság 70%-nál tapasztalható.

## Gazdaság
Nyugat-Timor lakosságának 30%-a élt szegénységi küszöb alatt 1998-ban. Az arány 2012-ben sem változott. A munkanélküliség aránya 2,39%. 1988 óta folyamatosan törekszenek a terület fejlesztésére.
Gazdasága főleg mezőgazdaságra épül. Irtásos területeken területeken termelnek kávét, kukoricát, rizst, kókuszt és különféle gyümölcsöket. A száraz és esős évszakok váltakozása alakítja az agrárium ritmusát és a társadalmi életet is. Az aszály időtartama döntő fontosságú az élelmiszernövények termesztése szempontjából. Régiótól függően ez évente akár kilenc hónapig is tarthat a száraz évszak. Emiatt a mezőgazdaság legfontosabb kockázati tényezője a csapadék folytonosságának hiánya.
Az erdős területeken korlátozott mértékben fakitermelés folyik, ahol eukaliptuszt, rózsafát, teakfát bambuszt és szantálfát használnak fel.